# TT201
TT201 (Theban Tomb 201) è la sigla che identifica una delle Tombe dei Nobili ubicate nell'area della cosiddetta Necropoli Tebana, sulla sponda occidentale del Nilo dinanzi alla città di Luxor, in Egitto. Destinata a sepolture di nobili e funzionari connessi alle case regnanti, specie del Nuovo Regno, l'area venne sfruttata, come necropoli, fin dall'Antico Regno e, successivamente, sino al periodo Saitico (con la XXVI dinastia) e Tolemaico.

## Titolare
TT201 era la tomba di:
| Titolare | Titolo              | Necropoli | Dinastia/Periodo                           | Note                                                                                |
| -------- | ------------------- | --------- | ------------------------------------------ | ----------------------------------------------------------------------------------- |
| Ra       | Primo araldo del re | El-Khokha | XVIII dinastia (Thutmosi IV-Amenhotep III) | versante sud-ovest nei presi della sommità; a est e più in alto delle TT199 e TT200 |

## Biografia
Nessuna notizia biografica ricavabile.

## La tomba
TT198 presenta una semplice planimetria a "T" capovolta, tipica del periodo; molto danneggiate le immagini parietali. Un breve corridoio, sulle cui pareti (1 in planimetria) è rappresentato il defunto e alcune divinità (non identificabili), immette in una sala trasversale con quattro pilastri (due dei quali crollati); sulle pareti (2) il defunto offre libagioni su un braciere in presenza della moglie e di alcuno portatori di offerte, compresi mazzi di fiori e un bue inghirlandato; poco oltre (3), su quattro registri sovrapposti, il censimento del bestiame in presenza del defunto e disegni, solo accennati, di bestiame con vitelli. Sul lato corto (4-5), su due registri, ciuffi di papiro, mazzi di fiori e offerenti dinanzi a Osiride e Iside (?) e alla Dea dell'Occidente (Hathor); poco oltre (6) resti di pittura di un giardino con un lago, portatori di offerte e un uomo inginocchiato dinanzi al defunto (?) e (7) resti di soldati con scudo e tamburi. Su altra parete (8) il defunto (?) offre incenso su un braciere e (9) i resti di quattro soldati con scudo e stendardo dinanzi ad Amenhotep III (?). Un corridoio dà accesso a una sala perpendicolare alla precedente..

### Annotazioni
1. ↑  La numerazione dei locali e delle pareti segue quella di Porter e Moss 1927, p. 292.
2. ↑  La prima numerazione delle tombe, dalla numero 1 alla 253, risale al 1913 con l'edizione del "Topographical Catalogue of the Private Tombs of Thebes" di Alan Gardiner e Arthur Weigall. Le tombe erano numerate in ordine di scoperta e non geografico; ugualmente in ordine cronologico di scoperta sono le tombe dalla 253 in poi.
3. ↑  I campi della Duat, ovvero l'aldilà egizio, si trovavano, secondo le credenze, proprio sulla riva occidentale del grande fiume.
4. ↑  Nella sua epoca di utilizzo, l'area era nota come "Quella di fronte al suo Signore" (con riferimento alla riva orientale, dove si trovavano le strutture dei Palazzi di residenza dei re e i templi dei principali dei) o, più semplicemente, "Occidente di Tebe".
5. ↑  le Tombe dei Nobili, benché raggruppate in un'unica area, sono di fatto distribuite su più necropoli distinte.
6. ↑  Le note, sovente di inquadramento topografico della tomba, sono tratte dal "Topographical Catalogue" di Gardiner e Weigall, ed. 1913 e fanno perciò riferimento alla situazione dell'epoca.

### Fonti
1. ↑  Gardiner e Weigall 1913.
2. ↑  Donadoni 1999,  p. 115.
3. ↑  Gardiner e Weigall 1913, p. 34.
4. ↑  Porter e Moss 1927,  p. 304.
5. ↑  Gardiner e Weigall 1913, pp. 34-35.
6. ↑  Gardiner e Weigall 1913, p. 35.
7. ↑  Porter e Moss 1927,  p. 303, confermata in edizione del 1970.
8. ↑  Porter e Moss 1927,  p. 304, confermata in edizione del 1970.